# Кирило II (митрополит Київський)
Кирило II (пом. 21 листопада 1281, Переславль-Залєський) — митрополит Київський і всієї Русі (бл. 1243–1281), визначний релігійний і політичний діяч XIII століття. Один із перших митрополитів, діяльність якого охоплює і Київ, і Володимир-на-Клязьмі, і який у складних умовах монгольського ярма прагнув зберегти єдність Руської церкви.

## Плутанина з порядковим номером
Митрополит Кирило (1224–1233) вважається Кирилом I, а його наступник згаданий у цій статті (1240-ві – 1281) — Кирилом II. Однак згадки про іншого передмонгольського Кирила викликали гіпотезу про ще одного митрополита, що іноді призводить до помилкової нумерації: Кирила 1224–1233 називають II, а поточного — III. Попри це, офіційні церковні списки та більшість істориків дотримуються традиційної схеми I і II.

## Походження і рання діяльність
Уперше згадується в Галицько-Волинському літописі під 1241 роком як «печатник» (канцлер) князя Данила Романовича. У цей період Кирило виконував не лише адміністративні функції, а й, за свідченням літопису, очолював військо Данила, що вказує на його виняткову довіру з боку князя та широкий спектр повноважень.

## Становлення як митрополита
Близько 1243 року літопис уже називає Кирила митрополитом, хоча офіційне висвячення відбулося пізніше. У 1247 році Кирило вирушив до Нікеї (де тоді перебував Константинопольський патріархат у вигнанні) і був висвячений патріархом Мануїлом II.
Цей крок був важливим з огляду на те, що Київська митрополія залишалася в юрисдикції Константинополя, а Русь переживала глибоку політичну фрагментацію та тиск з боку Золотої Орди.

## Конфлікт з Данилом Галицьким
У 1251 році Кирило розійшовся у поглядах із князем Данилом, імовірно через його зближення з папським престолом та отримання королівської корони з Риму. Кирило, як представник грецького православ’я, не підтримував унійних тенденцій, що й спричинило розрив.
Унаслідок цього митрополит переїхав до князя Олександра Невського, спочатку до Києва, а згодом — до Владимира-на-Клязьмі, який на той момент фактично став новим політичним центром північно-східної Русі. Кирило залишався там до смерті Олександра у 1264 році.

## Загальноруський митрополит
Після смерті Олександра Невського, у 2-й половині 1260-х — 1270-х років, Кирило знову мешкав у Києві, але водночас зберігав авторитет у всій Русі. У літописах цього часу він згадується як загальноруський митрополит, що свідчить про його визнання як духовного лідера не лише в Галицько-Волинських, а й у Володимиро-Суздальських землях.
Ймовірно, саме він стояв за ідеєю заснування єпархії в Сараї — столиці Золотої Орди (1261), що стало проявом прагматичного підходу руської церкви до нових умов співіснування з монгольською владою.

## Смерть і поховання
Митрополит Кирило II помер 21 листопада 1281 року в місті Переславль-Залєський (нині місто Ярославської області., РФ). Його тіло спочатку було перевезене до Владимира, а пізніше — до Києва, де він був похований у Софійському соборі, як і його попередники.

## Значення
Кирило II був останнім митрополитом XIII століття, який зберігав активну присутність у Києві, перш ніж митрополича кафедра перемістилася на північний схід. Він виступав посередником між різними політичними центрами Русі, намагався балансувати між Галицько-Волинським князівством, Володимиром-на-Клязьмі та Золотою Ордою. Його постать уособлює перехідну епоху Руської церкви — від києвоцентричної традиції до майбутнього московського періоду.